# تفجير بورنو 2015
تفجير بورنو 2015 هو تفجير وقع في ولاية بورنو الواقعة شمال شرق نيجيريا في 11 سبتمبر 2015. أسفر التفجير عن مقتل 50 شخص.

## الحادثة
وقال مصدر أمني نيجيري إن انتحاريًا يرجح أن يكون من جماعة بوكو حرام المتشددة، قام بتفجير شاحنة كان يستقلها قرب سوق في قرية رومو ريغو. وأفادت وكالة رويترز نقلا عن مصادر عسكرية نيجيرية بأن حوالي 50 شخصًا قتلوا جراء انفجار وقع الثلاثاء 11 أغسطس شمال شرق البلاد. ونقلت الوكالة عن مصدر عسكري وعضو مدني في قوة مهام مشتركة للجيش قولهما إن 47 شخصا على الأقل قتلوا وأصيب 52 آخرون في انفجار بسوق في ولاية بورنو بشمال شرق نيجيريا. وقال شهود إن الانفجار دوى في بلدة سابون جاري نحو الساعة الواحدة والنصف ظهرا بالتوقيت المحلي (12:30 بتوقيت غرينتش). ووقع الانفجار في منطقة شهدت مقتل مئات الأشخاص في هجمات يشتبه أنها من عمل أعضاء في جماعة بوكو حرام.